# Бора, Богдан
Бора Богдан (настоящее имя — Борис Шкандрий; 11 апреля 1920 — 20 августа 1997) — украинский поэт, педагог, журналист, общественный и культурный деятель. Участник Великой Отечественной войны на стороне дивизии СС «Галичина».

## Биография
Настоящее имя Богдана Боры — Борис Шкандрий. Он родился в 1920 году в селе Павелче, теперь Павловка (Ивано-Франковская область). Старший брат занимался преподаванием и помог Борису освоить и полюбить украинскую литературу. Впрочем, семья была отнюдь не интеллигентская, обычная крестьянская: мать совсем неграмотная, отец немного умел читать. Борис Шкандрий получил среднее образование в гимназии в Станиславе (нынешнем Ивано-Франковске) и педагогическое образование в Коломые в педучилище. Незначительный период он преподавал.
Влечение к литературе почувствовал где-то в 15-летнем возрасте. В 1940 году опубликовал своё первое стихотворение в областной газете. Стихотворение называлось «Поле», но появился под названием «Колхозное поле». Позже Борис Шкандрий решил вступить в ряды дивизии «Галичина». Окончил подстаршинскую и старшинскую школы, получил воинское звание хорунжего. Был оставлен при школе, потом служил и воевал. Дивизия отступила с Украины, а в июне 1945 года на территории Австрии сдалась британским войскам. Дивизионщикам предоставили статус военнопленных и отправили в лагеря. Борис Шкандрий сидел в северо-восточной части Италии, в округе Римини, где под псевдонимом издал сборники стихов «В пути» (1946) и «В ирие» (1947), «Моя эпоха» (1947). В 1947—1949 годах работал чернорабочим в лагерях для интернированных Великобритании.
После освобождения поселился в городе Лидс, женился и стал активно работать в украинской среде: один из организаторов украинского школьного образования, председатель Союза украинских учителей и воспитателей, член Общества украинских литераторов, многолетний внештатный работник изданий диаспоры: «Украинская мысль», «Освободительный путь» и др. Автор учебника по методике преподавания для школ украиноведения (1970), статей на темы воспитания и многочисленных стихотворений, вошедших в сборники «Бурные дни», «Твердь и нежность». Один из поэтов украинской эмиграции, который воспевал героику многовековой освободительной борьбы украинского народа.
Умер Богдан Бора 20 августа 1997 года в Лидсе, Великобритания.

## Творчество
Богдан Бора печатается с 1940 года (стихотворение «Колхозное поле» в «Советской Украине», теперь «Прикарпатская правда»).
Автор поэтических сборников, в которых воспевает трагическую судьбу дивизионников, тоску по Украине, веру в её лучшее будущее.
Отдельные издания:
- Бора Б. Буремні дні: Поезії. — Торонто — Лондон: Накладом Братства кол. вояків 1-ої укр. дивізії УНА, 1982. — 257 с.
- Бора Б. В дорозі. — Ріміні, 1946. — 94 с.
- Бора Б. Два вірші // Північне сяйво. Альманах V. — Едмонтон: Славута, 1971. — С. 129.
- Бора Б. Крутянці // Крути: Збірка у пам’ять героїв Крут / Упор. О. Зінкевич, Н. Зінкевич — К.:Смолоскип, 2008. — С. 342—343.
- Бора Б. Твердість і ніжність. Література і мистецтво. — Лондон, 1972. — 286 с.
- Бора Б. У вирію: Поезії. — Ріміні, 1947. — 97 с.
- Бора Б. Ювілейний збірник. — Кліфтон: б. в., 1993.